# 239-я истребительная авиационная дивизия
239-я истреби́тельная авиацио́нная диви́зия (239-я иад) — соединение Военно-Воздушных сил (ВВС) Вооружённых Сил РККА, принимавшее участие в боевых действиях Великой Отечественной войны.

## История наименований
- 6-я ударная авиационная группа
- 239-я истребительная авиационная дивизия
- 5-я гвардейская истребительная авиационная дивизия
- 5-я гвардейская Валдайская истребительная авиационная дивизия
- 5-я гвардейская Валдайская Краснознамённая истребительная авиационная дивизия
- 5-я гвардейская Валдайская Краснознамённая ордена Кутузова истребительная авиационная дивизия
- 151-я гвардейская Валдайская Краснознамённая ордена Кутузова истребительная авиационная дивизия

## Создание дивизии
239-я истребительная авиационная дивизия создана 12 июня 1942 года на базе 6-й ударной авиационной группы.

## Переименование дивизии
239-я истребительная авиационная дивизия 18 марта 1943 года за образцовое выполнение заданий командования в боях с немецкими захватчиками и проявленные при этом мужество и героизм переименована в 5-ю гвардейскую истребительную авиационную дивизию на основании Приказа НКО СССР

## В действующей армии
В составе действующей армии:
- с 14 июня 1942 года по 18 марта 1943 года[3], всего — 277 дней

## Командиры дивизии
| Звание    | Ф. И. О.                     | Период                  |
| --------- | ---------------------------- | ----------------------- |
| Полковник | Иванов Георгий Александрович | 12.06.1942 — 18.03.1943 |

## В составе объединений
| Дата            | Фронт (округ)         | Армия               | Корпус |
| --------------- | --------------------- | ------------------- | ------ |
| 12.06.1942 года | Северо-Западный фронт |                     |        |
| 14.07.1942 года | Северо-Западный фронт | 6-я воздушная армия |        |
| 18.03.1943 года | Северо-Западный фронт | 6-я воздушная армия |        |

## Части и отдельные подразделения дивизии
| Период                  | Наименование                                                                                             |
| ----------------------- | --- |
| 10.12.1942 — 13.03.1943 | 10-й истребительный авиационный полк                                                                     |
| 30.10.1942 — 18.03.1943 | 153-й истребительный авиационный полк (с 22.11.1942 г. 28-й гвардейский истребительный авиационный полк  |
| 01.02.1943 — 18.03.1943 | 46-й истребительный авиационный полк (с 18.03.1943 г. 68-й гвардейский истребительный авиационный полк)  |
| 12.06.1942 — 18.03.1943 | 485-й истребительный авиационный полк (c 18.03.1943 г. 72-й гвардейский истребительный авиационный полк) |
| 22.11.1942 — 18.03.1943 | 436-й истребительный авиационный полк (с 18.03.1943 г. 67-й гвардейский истребительный авиационный полк  |
| 14.06.1942 — 20.11.1942 | 238-й истребительный авиационный полк                                                                    |
| 22.06.1942 — 22.11.1942 | 402-й истребительный авиационный полк                                                                    |

## Участие в операциях и битвах
- Демянская операция — с 15 февраля 1943 года по 28 февраля 1943 года
- Старорусская операция — с 4 марта 1943 года по 19 марта 1943 года

## Присвоение гвардейских званий
- 239-я истребительная авиационная дивизия переименована в 5-ю гвардейскую истребительную авиационную дивизию[2]
- 46-й истребительный авиационный полк переименован в 68-й гвардейский истребительный авиационный полк[2]
- 153-й истребительный авиационный полк переименован в 28-й гвардейский истребительный авиационный полк[5]
- 436-й истребительный авиационный полк переименован в 67-й гвардейский истребительный авиационный полк[2]
- 485-й истребительный авиационный полк переименован в 72-й гвардейский истребительный авиационный полк[2]

## Герои Советского Союза
- Кузнецов Николай Фёдорович, капитан, заместитель командира эскадрильи 436-го истребительного авиационного полка 239-й истребительной авиационной дивизии 6-й воздушной армии Указом Президиума Верховного Совета СССР от 1 мая 1943 года удостоен звания Герой Советского Союза. Золотая Звезда № 966